# Аушаль, Лейла
Лейла Аушаль (фр. Leïla Aouchal, 13 июля 1936, Кан — 21 апреля 2013, Гонесс) — французско-алжирская писательница.

## Жизнь
Она родилась во французской семье среднего класса в Кане, Франция, в 1936 году и вышла замуж за алжирского иммигранта в возрасте 19 лет, переехав с ним в Алжир. После обретения страной независимости в 1962 году Аушаль стала гражданкой Алжира.
Несмотря на то, что она воспитывалась в католической вере, она постепенно стала «алжиризированной»; она начала читать Коран, приняла ислам и избегала христианских праздников в Алжире.

## Труды
В 1970 году Аушаль опубликовала Une Autre Vie, автобиографический отчёт о своём опыте интеграции в алжирское общество в условиях гражданской войны. Это её единственное произведение.
Несмотря на её короткую писательскую карьеру, она была включена в первое поколение алжирских писательниц, использующих французский язык (наряду с такими именами, как Фадма Айт Мансур и Таос Амруш). Эти люди родились между 1882–1928 годами и публиковали свои тексты в период с 1960 по 1980 год. Общие темы — это «самопознание» авторов с текстами, действие которых происходит во время войны в Алжире, и эволюция положения женщин в это время в стране.